# Altonobles
Altonobles es el nombre de una variedad cultivar de manzano (Malus domestica). Esta manzana es originaria de Galicia, está cultivada en la colección de árboles frutales y banco de germoplasma de Mabegondo con el N.º 291; ejemplares procedentes de esquejes localizados en San Xoán de Cerdeira, parroquia del municipio de As Neves (Pontevedra).

## Sinónimos
- "Manzana Altonobles",[4][5]
- "Maceira Altonobles".

## Características
El manzano de la variedad 'Altonobles' tiene un vigor vigoroso. Tamaño grande y porte erguido.
Época de inicio de brotación a partir del 28 de abril y de floración a partir del 6 de mayo.
Las hojas tienen una longitud del limbo de tamaño corto, con la máxima anchura del limbo es estrecha. Longitud de las estípulas es media y la máxima anchura de las estípulas es media. Denticulación del borde del limbo es serrado, con la forma del ápice del limbo acuminado y la forma de la base del limbo es obtuso. Con subestípulas ausentes.
Sus flores tienen una longitud de los pétalos larga, con una anchura de los pétalos media, disposición de los pétalos en contacto entre sí, con una longitud del pedúnculo medio.
La variedad de manzana 'Altonobles' tiene un fruto de tamaño pequeño, de forma plana-globosa, de color amarillo, con chapa lavada, e intensidad pálida. Epidermis de textura desigual, sin pruina en su superficie y con presencia de cera débil. Sensibilidad al "russeting" (pardeamiento áspero superficial que presentan algunas variedades) medianamente sensible. Con lenticelas de tamaño mediano.
Los sépalos están dispuestos de forma parcialmente replegados, y libres en su base; su fosa calicina es profunda y de una anchura media. Pedúnculo de grosor estrecho y de longitud largo, siendo la cavidad peduncular de una profundidad profunda y de anchura media. Con pulpa de color blanca, cuya firmeza es intermedia y su textura es intermedia; su jugosidad es jugosa, con sabor de acidez alta, y aromática.
Época de maduración y recolección a partir del 22 de octubre. 'Altonobles' es una manzana que su destino es la conservación de esta variedad en el banco de germoplasma de Mabegondo como reserva genética.

## Susceptibilidades
- Oidio: ataque débil
- Moteado: no presenta
- Raíces aéreas: ataque débil
- Momificado: no presenta
- Pulgón lanígero: ataque débil
- Pulgón verde: ataque medio
- Araña roja: no presenta
- Chancro del manzano: no presenta.[3]